# Championnat de Dominique de football 2020
Navigation
Édition précédente Édition suivante
La saison 2020 du championnat de Dominique de football est la soixante-neuvième édition de la National Premier League, le championnat de première division en Dominique. Les dix meilleures équipes de l'île sont regroupées en une poule unique.
Le tenant du titre, South East, parvient à remporter cette nouvelle édition et s'adjuge le troisième championnat national de son histoire.
Cette saison est marquée par la pandémie de Covid-19 qui frappe le pays et le monde en général, forçant la suspension des activités sportives, qui peuvent néanmoins reprendre le 25 juillet 2020.

## Les équipes participantes
| \| Bath Dublanc Exodus Harlem Pointe Michel Portsmouth Soca Strikers East Central South East WE United \| Localisation des équipes engagées. |
| Bath Dublanc Exodus Harlem Pointe Michel Portsmouth Soca Strikers East Central South East WE United                                          |

| Club               | Classement 2018-2019       | Ville         |
| ------------------ | -------------------------- | ------------- |
| South East         | Champion                   | La-Plaine     |
| Dublanc FC         | 2e                         | Dublanc       |
| Portsmouth Bombers | 3e                         | Portsmouth    |
| Harlem United      | 4e                         | Newtown       |
| Pointe Michel      | 5e                         | Pointe-Michel |
| Bath Estate        | 6e                         | Roseau        |
| Soca Strikers      | 7e                         | Mahaut        |
| Exodus FC          | 8e                         | Saint-Joseph  |
| East Central       | Champion de First Division | Mahaut        |
| WE United          | 2e de First Division       | Castle-Bruce  |

Légende des couleurs
- Tenant du titre
- Promu de Premier Division

## Compétition
Le barème utilisé pour établir le classement est le suivant :
- Victoire : 3 points
- Match nul : 1 point
- Défaite : 0 point

### Classement
L'Exodus FC a déclaré forfait à six reprises au cours de la saison.
| Rang | Équipe             | Pts | J  | G  | N | P  | Bp | Bc | Diff |
| ---- | ------------------ | --- | -- | -- | - | -- | -- | -- | ---- |
| 1    | South East T       | 35  | 18 | 10 | 5 | 3  | 33 | 18 | +15  |
| 2    | Bath Estate        | 34  | 18 | 10 | 4 | 4  | 25 | 14 | +11  |
| 3    | Portsmouth Bombers | 33  | 18 | 10 | 3 | 5  | 39 | 23 | +16  |
| 4    | Harlem United      | 29  | 18 | 9  | 2 | 7  | 44 | 30 | +14  |
| 5    | Dublanc FC         | 29  | 18 | 8  | 5 | 5  | 31 | 20 | +11  |
| 6    | WE United P        | 27  | 18 | 8  | 3 | 7  | 26 | 20 | +6   |
| 7    | Pointe Michel      | 24  | 18 | 7  | 3 | 8  | 29 | 33 | -4   |
| 8    | East Central P     | 22  | 18 | 5  | 7 | 6  | 24 | 21 | +3   |
| 9    | Soca Strikers      | 18  | 18 | 5  | 3 | 10 | 30 | 41 | -11  |
| 10   | Exodus FC          | 1   | 18 | 0  | 1 | 17 | 9  | 70 | -61  |

|  | Champion et qualification pour le Caribbean Club Shield 2020 |
|  | Qualification pour le barrage de promotion-relégation        |
|  | Relégation en First Division                                 |
|  | T : Tenant du titre P : Promu de First Division              |

### Barrage de promotion-relégation
| Date             | Équipe             | Résultat | Équipe           |
| 22 décembre 2020 | Soca Strikers (D1) | 2-3      | LA Stars FC (D2) |

## Bilan de la saison
| Championnat de Dominique de football 2020 |                       |
| Champion                                  | South East (3e titre) |
| Dauphin                                   | Bath Estate           |
| Qualifications continentales              |                       |
| Caribbean Club Shield 2021                | South East            |
| Promotions et relégations                 |                       |
| Promus en National Premier League         | Middleham United      |
| Promus en National Premier League         | LA Stars FC           |
| Relégués en First Division                | Soca Strikers         |
| Relégués en First Division                | Exodus FC             |